# Filipijnse klauwier
De Filipijnse klauwier (Lanius validirostris) is een zangvogel uit de familie Laniidae (klauwieren).

## Verspreiding en leefgebied
De Filipijnse klauwier komt voor in de bergen van de Filipijnen en telt drie ondersoorten:
- L. v. validirostris: noordelijk Luzon.
- L. v. tertius: Mindoro.
- L. v. hachisuka: Mindanao.

## Status
De grootte van de populatie is niet gekwantificeerd maar de soort wordt omschreven als schaars. Op de Rode lijst van de IUCN heeft deze soort de status niet bedreigd.